# Expolight
Expolight (укр. Експолайт) — світлотехнічна компанія, заснована у 2000 році. Член Міжнародної асоціації світлового дизайну (IALD). Офіс розташовано в Дніпрі. Керівник і засновник студії Expolight — Микола Каблука. Розробляючи світло для інтер’єру, міста, природного ландшафту, фахівці розглядають його не як ефемерну субстанцію, а як частину проєктованого середовища.
В реалізації проєктів Expolight посилається до власного аналога піраміди Маслоу. В її основі лежать норми та правила освітленості, технічний складник. Другий ступінь пов’язаний з естетикою, артикуляцією архітектури за допомогою світлового дизайну. А вершина піраміди — концептуальна сторона проєкту, де за допомогою світла можна ділитися знаннями, залучати глядача до суспільних проблем, транслювати свої ідеї.

## Діяльність

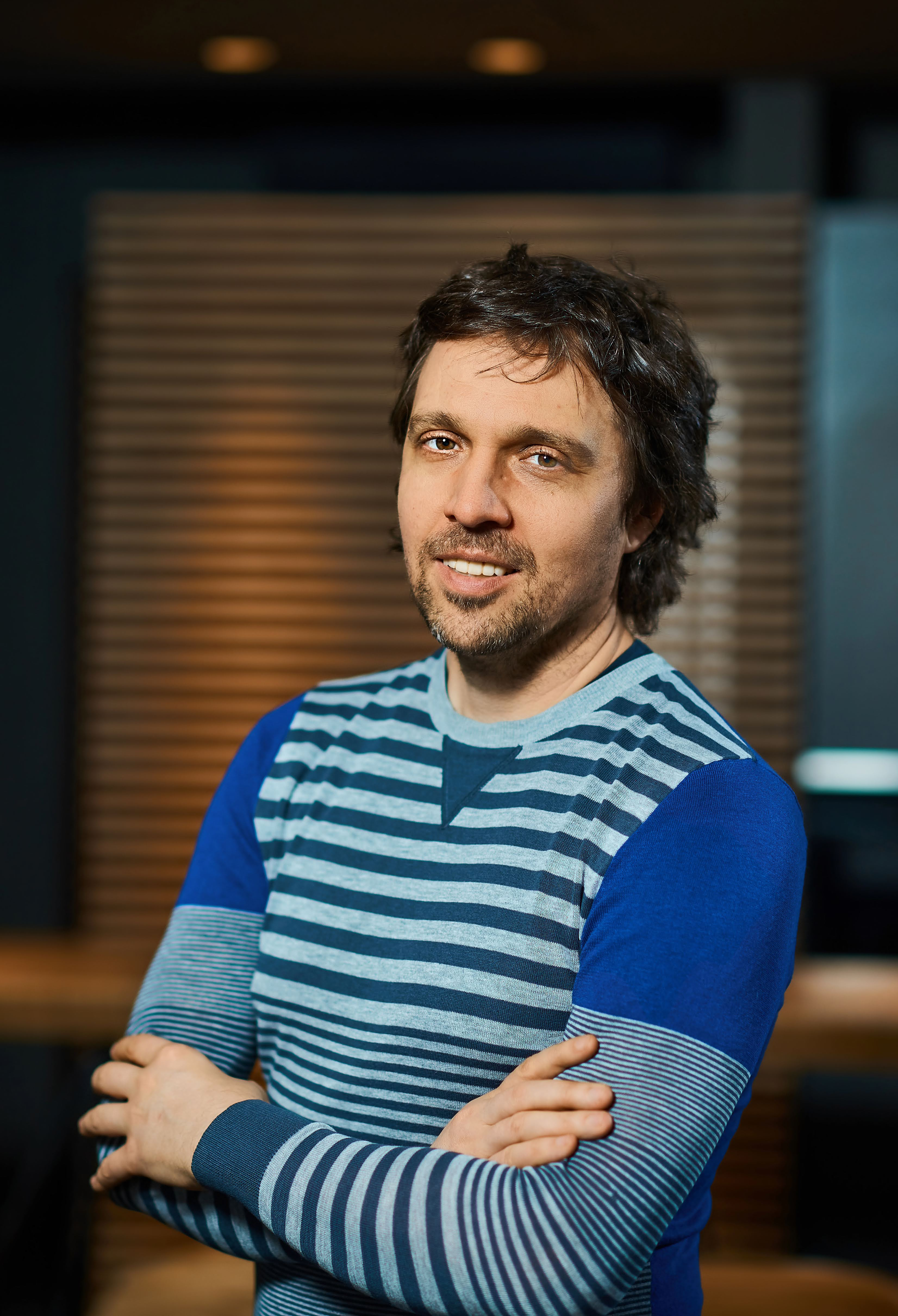
Микола Каблука

Засновником компанії є Микола Каблука, головний світловий дизайнер і артдиректора компанії. Після закінчення університету він заснував світлотехнічну компанію Expolight та почав розвивати культуру світлового дизайну в Україні. Поступово компанія вийшла на всеукраїнський рівень, а потім і на міжнародний. Наразі Expolight є лідером у сфері архітектурного освітлення країни.
У 2020 році Микола отримав ступінь Masters Degree за спеціальністю Architectural Lighting Design у Hochschule Wismar, University of Applied Sciences, Technology, Business and Design.
У 2019 році було запрошено викладати у новому приватному виші – Харківській школі архітектури. Там викладають спеціалісти з усього світу. Її мета — змінити підхід до застарілої архітектурної освіти України та надати можливість отримати більш якісні та прогресивні знання.
В роботі використовуються цифрові, інтерактивні та медійні технології у поєднанні з традиційними підходами до освітлення. Одна з основних філософій компанії: Місто процвітає тільки тоді, коли воно перебуває в контакті зі своїми жителями. «Ми хочемо створювати не просто технологічні, а й соціально значущі речі. Кожен зі своїх проєктів Expolight наповнює глибокою символікою.» – каже Микола Каблука. Зокрема, компанія використовує OLED-джерела світла та враховує світові стандарти зеленого будівництва LEED.
За час роботи реалізовано понад 1500 світлових проєктів у США, Індії, Китаї, Марокко, Іспанії, Британії, Італії, Німеччині тощо. Наразі на етапі розробки у Expolight знаходяться проєкти у Тбілісі, Нью-Йорку, Дубай, Балі, Єревані, Вільнюсі та Лондоні серед яких – TBC Forum - нова штаб-квартира TBC Bank у Грузії.

## Співпраця
Expolight співпрацює із такими архітектурними студіями, як:
- Zaha Hadid Architects (Англія),
- driendl  Architects (Австрія),
- Avro|Ko (Нью-Йорк, Лондон),
- UNStudio (Голландія)
- YOD studio (Україна)
- Balbek Bureau (Україна)
- YODEZEEN (Україна)
- ZIKZAK architects (Україна)
- MONO architects (Україна)
- MAKHNO studio (Україна)
- Yakusha Design (Україна)

## Проєкти

### Українські проєкти
- Чернівецький національний університет (Чернівці) [12]
- Сквер на вул. Мирона Кордуби (2022, Чернівці) [13]
- Emily Resort (2022, Львів)[14]
- Медіафасад ЖК Signature (Київ)[15]
- Освітлення парку ім. Гурова (2021, Маріуполь)[16]
- Найбільша 3D медіа-голограма в Європі на екрані ТРЦ Gulliver (2021, Київ)[17]
- ЖК «Saga City Space» (2022, Київ) [6]
- Інтерактивне лазерно-проєкційне шоу «Трансформації крізь історію» на о. Хортиця (2021, Запоріжжя) [18]
- Символічна Синагога в Бабиному Яру (2021, Київ)[19]
- Лазерно-світлова арт-інсталяція Dnipro Light Flowers (2020, Дніпро)[20]
- Інтерактивний Бульвар Мистецтв на вул. Короленко (2020, Дніпро)[21]
- Освітлення, лазерні шоу та інтерактиви на площі Свободи та Миру (2020, Маріуполь)[22][23]
- Медіаскульптура «Куб» у ЖК Chicago Central House (2019, Київ)[24]
- Підсвітка Костела святого Миколая (2019, Київ)[25]
- «Маяк» в UNIT.CITY (2019, Київ)[26]
- Медіафасад і світлове оформлення інтер'єрів та ландшафтних просторів ЖК Tetris Hall (2019, Київ)[27][28]

### За кордоном
- Інтер'єрне освітлення SOHO GALLERY (Китай, 2013)[29]
- Архітектурне освітлення Cajasol Tower (Іспанія, 2017)
- Інтер'єрне освітлення TAINO restaurant і Yopo Tiki Bar (Домініканська Республіка, 2019)
- Інтер'єрне освітлення Axis Towers (Тбілісі, 2020)
- Інтер'єрне освітлення Buddha Bar (Нью-Йорк, 2020).[30][31]
- Архітектурне освітлення TBC Bank (Тбілісі) [7]
- Інтер'єрне освітлення Mao Restaurant (Єреван, 2021) [32]
- Інтер'єрне освітлення Hard Rock Cafe Yerevan (Єреван, 2022) [33]

## Соціальні проєкти
2020
Під час першого українського локдауну на початку 2020 року  Expolight запропонували своїм партнерам запустити соціальний проєкт, спрямований на підтримку медичних працівників. Команда Expolight стала ініціатором створення благодійного фонду для збору коштів на лікування медиків, а будівлі, що привертали увагу громадськості світлом і кольором, «скеровували» на сайт проєкту всіх, хто хотів допомогти.
У Києві, Одесі та Дніпрі підсвітили знакові будівлі червоними та білими кольорами, які найсильніше асоціюються з медициною. Expolight підсвітила Костел св. Миколая, житлові комплекси CHICAGO Central House, Tetris Hall, Jack House, бізнес-кампус B12 та Маяк Інновацій у Unit City в Києві, Башту Чкалова та Грецький парк в Одесі, Passage Mall, Cascade Plaza та Філармонію ім. Когана в Дніпрі.
2021
В рамках всесвітніх заходів до Міжнародного дня рідкісних захворювань компанія Expolight в партнерстві з громадською спілкою "Орфанні захворювання України" організувала акцію підтримки пацієнтів з орфанними захворюваннями в Україні.
Загалом, в синьо-зелено-рожевій гаммі в Україні було підсвічено 17 відомих локацій у 6 містах. Серед них Костел Святого Миколая, ЖК “Tetris Hall”, ЖК “Chicago Central House” у Києві, Грецький парк в Одесі, бульвар Короленка у Дніпрі, площа Свободи у Маріуполі, Лайт-арт інсталяція Dnipro Light Flowers, Світлова арт-інсталяція Beacon у UNIT.City, Михайлівська площа та інші.
2022
16 лютого 2022 року команда Expolight приєдналася до державної акції до Дня Єднання, підсвітивши свої об'єкти у різних містах України у жовто-блакитні кольори.
У Дніпрі до Дня єднання у небі над містом національними кольорами засвітилася лайт-арт інсталяція Dnipro Light Flowers. Ці труби покриті 5,5 тис. світлових пікселів та зверху мають потужний світловий лазер, який іде в небо на понад 10 км. Тому світлова арт-інсталяція на п'яти колишніх заводських трубах вважається найбільшим у світі прапором України.

## Нагороди
2017
- Ресторан CHI (The 44th Annual IES Illumination Awards, США)[37]
- Logger Head Bar (The 44th Annual IES Illumination Awards, США)[37]
- Ресторан BAO (The 44th Annual IES Illumination Awards, США)[37]
- ЖК Tetris Hall (The 44th Annual IES Illumination Awards, США)[37]
- ЖК Cascade Plaza (The 44th Annual IES Illumination Awards, США)[37]

2018
- Ресторан Catch Seafood (LIT Design Awards, США)[38]
- Ресторан MANU (LIT Design Awards, США)[38]
- Ресторан Must (LIT Design Awards, США)[38]
- Бутік Shabelski (LIT Design Awards, США)[38]

2019
- «Маяк» в UNIT.CITY (LIT Design Awards, США)[39]
- Апартаменти “RAIN OR SHINE” (The 46th Annual IES Illumination Awards, США)[40]
- Ресторан NORMAL (The 46th Annual IES Illumination Awards, США; Lighting Design Awards, Лондон)[40]
- Ресторан NAM (The 46th Annual IES Illumination Awards, США; Lighting Design Awards, Лондон)[40]
- Фітнес-клуб Smartass (The 46th Annual IES Illumination Awards, США)[40]

2020
- Odesa Food Market (LIT Design Awards, США)[41]
- Медіаскульптура «Куб» у ЖК Chicago Central House (LIT Design Awards, США)[41]
- Інтерактивний Бульвар Мистецтв (LIT Design Awards, США; The 47th Annual IES Illumination Awards, США)[41][42]
- Підсвітка Костела святого Миколая (The 47th Annual IES Illumination Awards)[42]

2021
- Інтерактивний Бульвар Мистецтв (The 38th Annual IALD International Lighting Design Awards, США; The 48th Annual IES Illumination Awards, США)[43][44]
- БЦ Madison (LIT Design Awards, США)[45]
- ЖК Saga City Space (LIT Design Awards, США)[45]
- Символічна Синагога в Бабиному Яру (LIT Design Awards, США)
- Buddha Bar New York (LIT Design Awards, США)[45]
- Пост-індустріальна світлова інсталяція Dnipro Light Flowers (The 38th Annual IALD International Lighting Design Awards, США; The 48th Annual IES Illumination Awards, США)[43][44]
- Площа Свободи у м. Маріуполь (The 48th Annual IES Illumination Awards, США)[43]
- Ресторан PURI CHVENI (The 48th Annual IES Illumination Awards, США)[43]
- ЖК Tetris Hall (The 48th Annual IES Illumination Awards, США)[43]
- Ресторан SAMNA (The 48th Annual IES Illumination Awards, США)[43]
- Ресторан FOLLOWER (The 48th Annual IES Illumination Awards, США)[43]

2022
- Buddha Bar New York (The 49th Annual IES Illumination Awards, США)[46]
- Бульвар на вул. Південна, Дніпро (The 49th Annual IES Illumination Awards, США; LIT Design Awards, США)[46][47]
- Символічна Синагога в Бабиному Яру (The 49th Annual IES Illumination Awards, США; The 39th Annual IALD International Lighting Design Awards, США)[46][48]
- Пост-індустріальна світлова інсталяція Dnipro Light Flowers (The 49th Annual IES Illumination Awards, США)[46]
- Інтерактивне лазерно-проєкційне шоу «Трансформації крізь історію» на о. Хортиця (The 49th Annual IES Illumination Awards, США)[46]
- Освітлення парку ім. Гурова (The 49th Annual IES Illumination Awards, США; LIT Design Awards, США)[46][49]
- Emily Resort - освітлення території (LIT Design Awards, США)[50]
- Emily Resort - івент-хол (LIT Design Awards, США)[51]
- Emily Resort - ресторан TERRA (LIT Design Awards, США)[52]
- Emily Resort - лобі (LIT Design Awards, США)[53]
- UNIT.City - люстра в холі В14 (LIT Design Awards, США)[54]

## Expolight під час російського вторгнення в Україну 2022 року
З самого початку російського вторгнення команда Expolight допомагала переобладнувати паркінги основних ТЦ Дніпра під бомбосховища: вони провели там освітлення, зробили розетки, налагодили опалення, а разом з дніпровськими архітекторами Сергієм Філімоновим та Наталею Каширіною пошили 300 комплектів термобілизни для військових.
“У мирний час ми створюємо світло, а в цей непростий – обладнуємо світлом та теплом підземні паркінги міських торгових центрів Дніпра, які перетворюються на укриття. Нам хочеться дарувати світло та тепло людям навіть у воєнний час. Ми не здаємося. Ми боремося, як і весь наш народ” – написав в своєму блозі Микола Каблука.

## Галерея

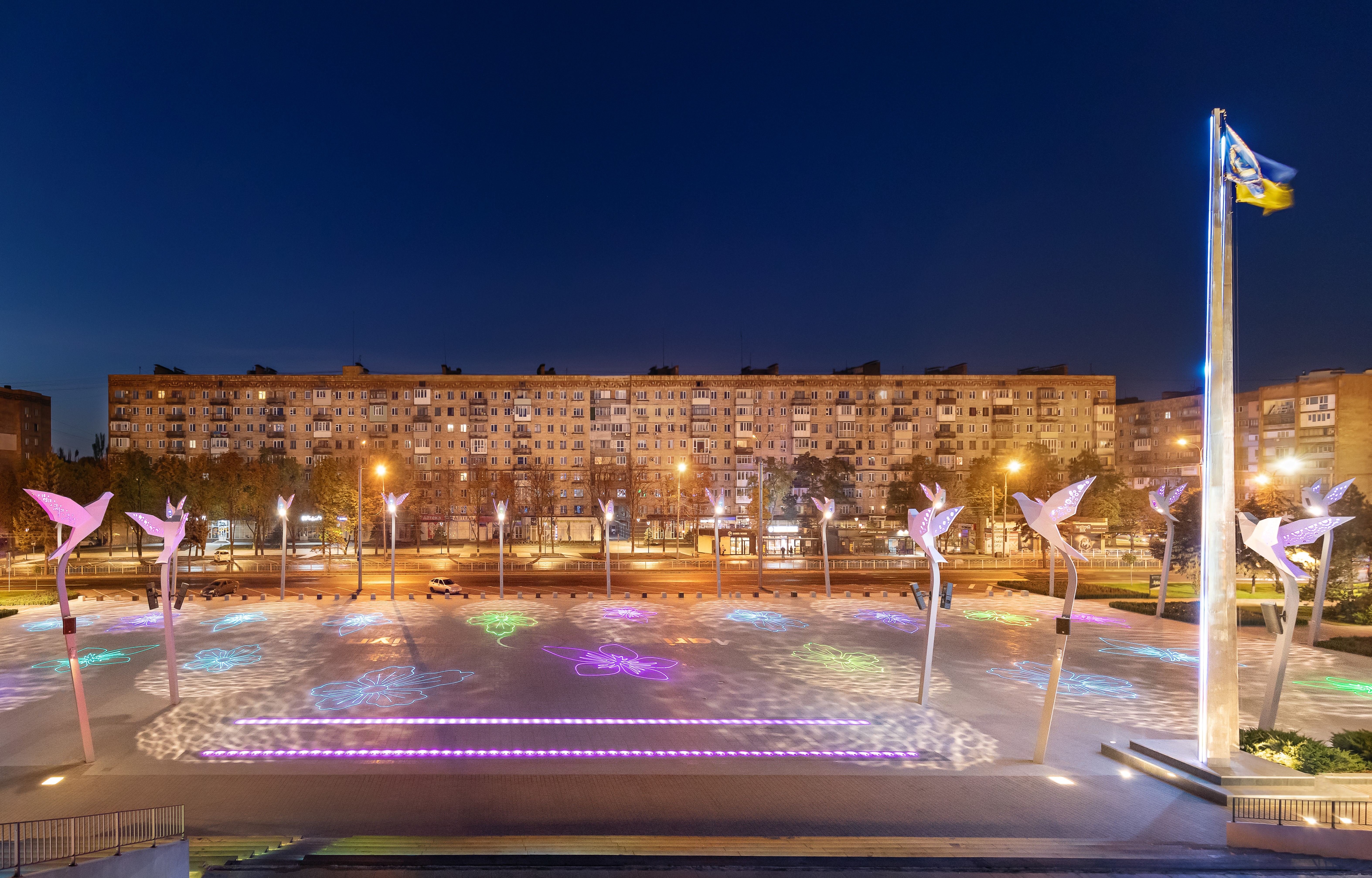
Освітлення площі Свободи і миру, Маріуполь
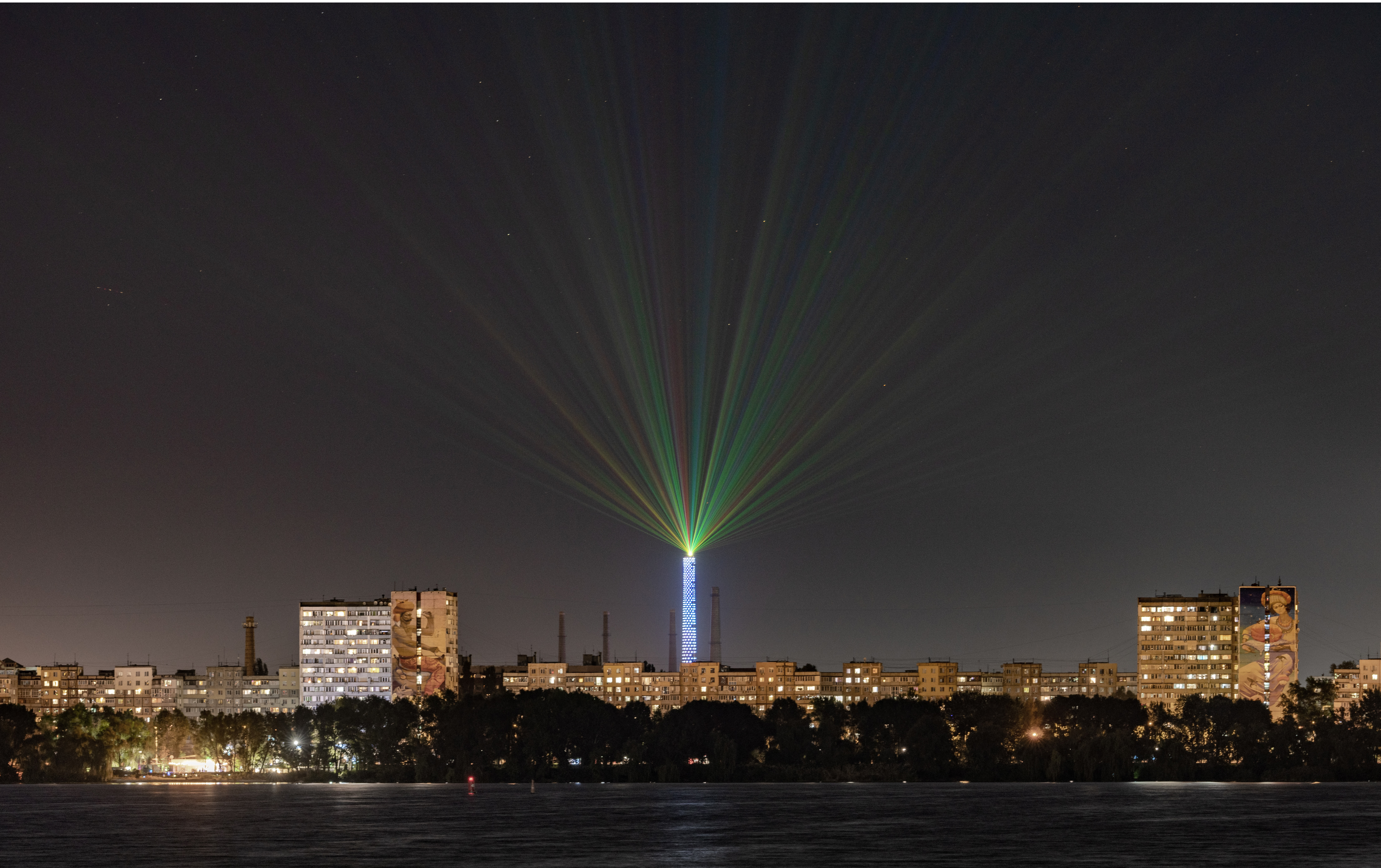
Лазерно-світлова арт-інсталяція Dnipro Light Flowers, Дніпро
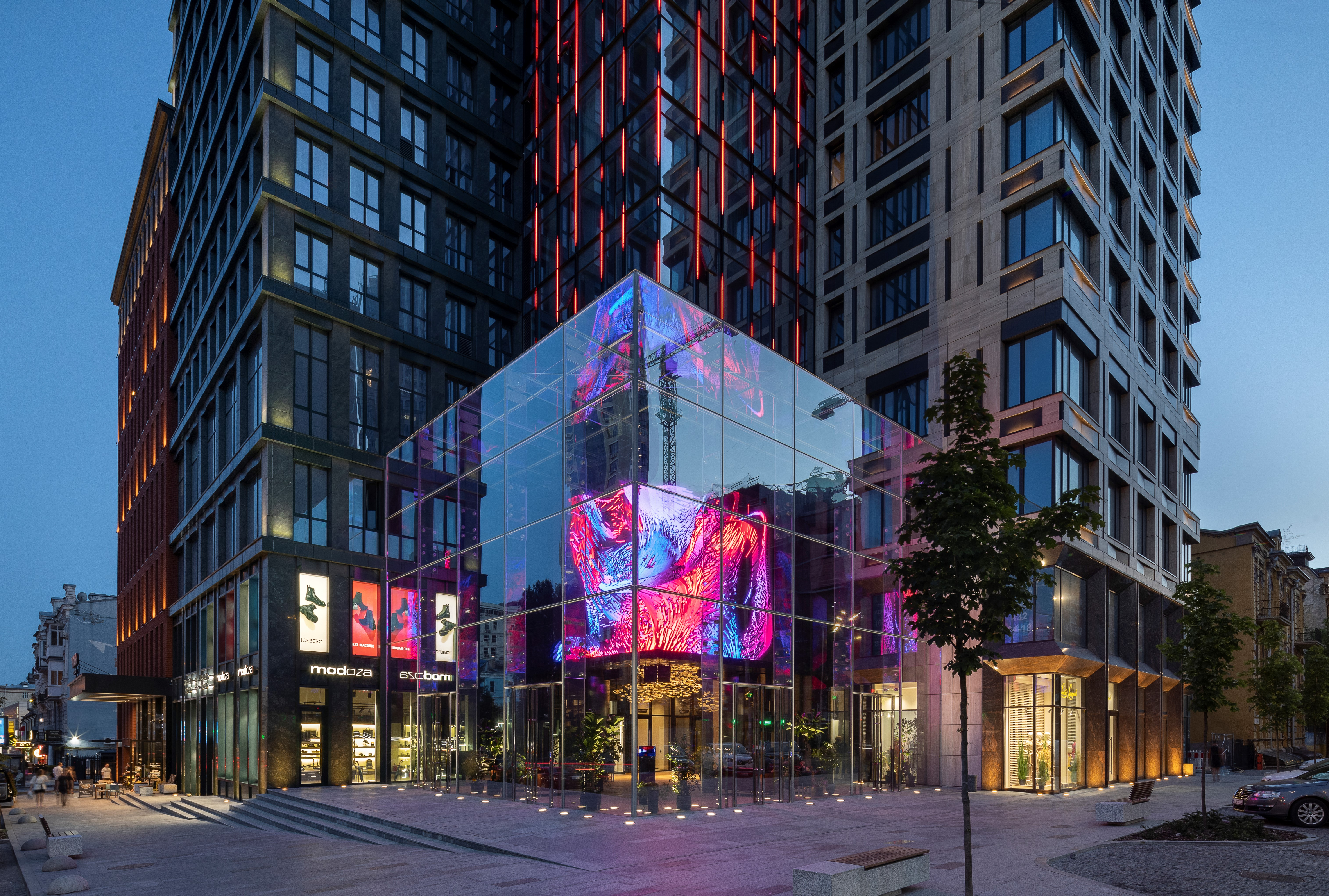
Медіаскульптура «Куб», Київ
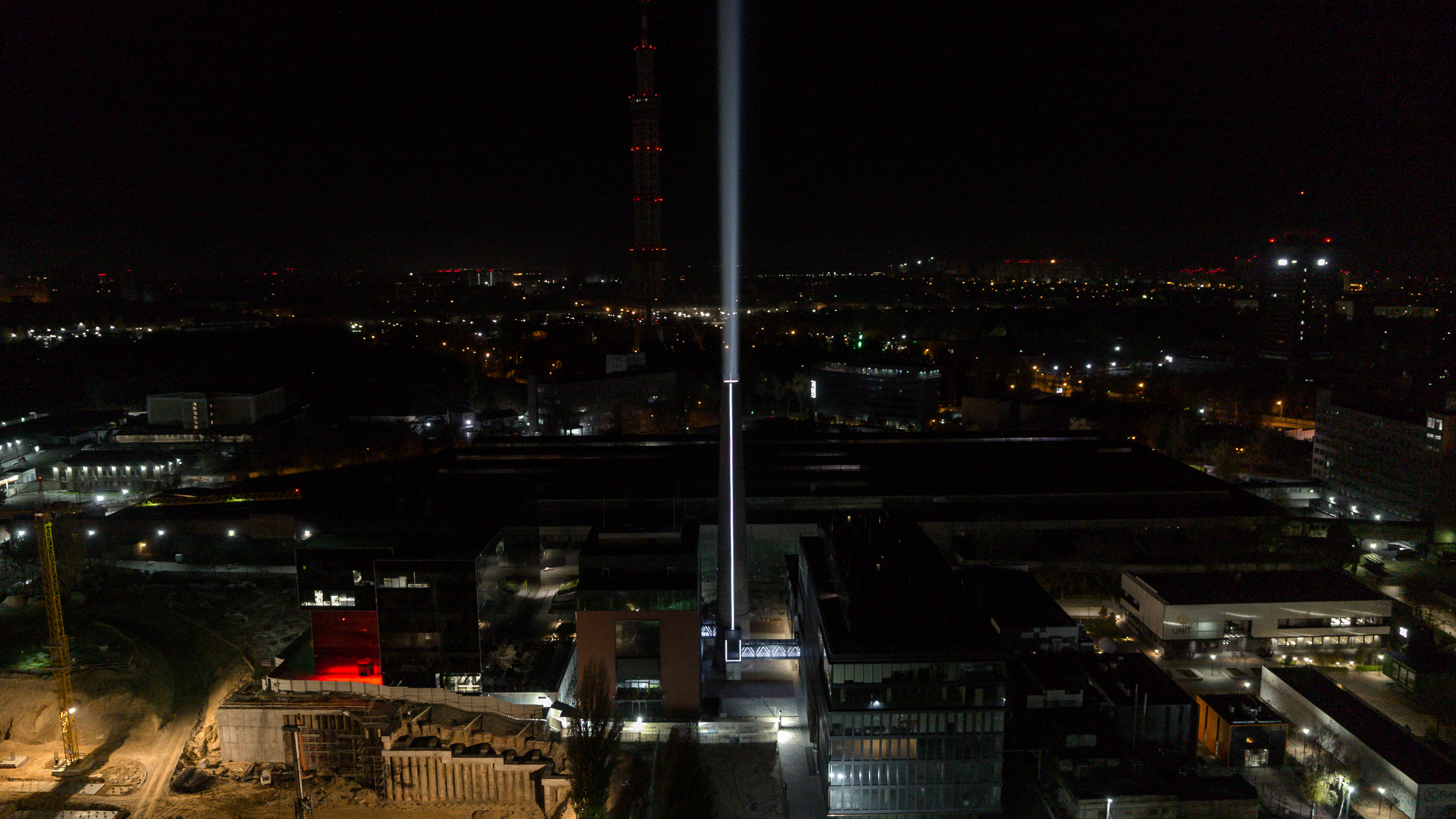
Маяк в Unit.city, Київ
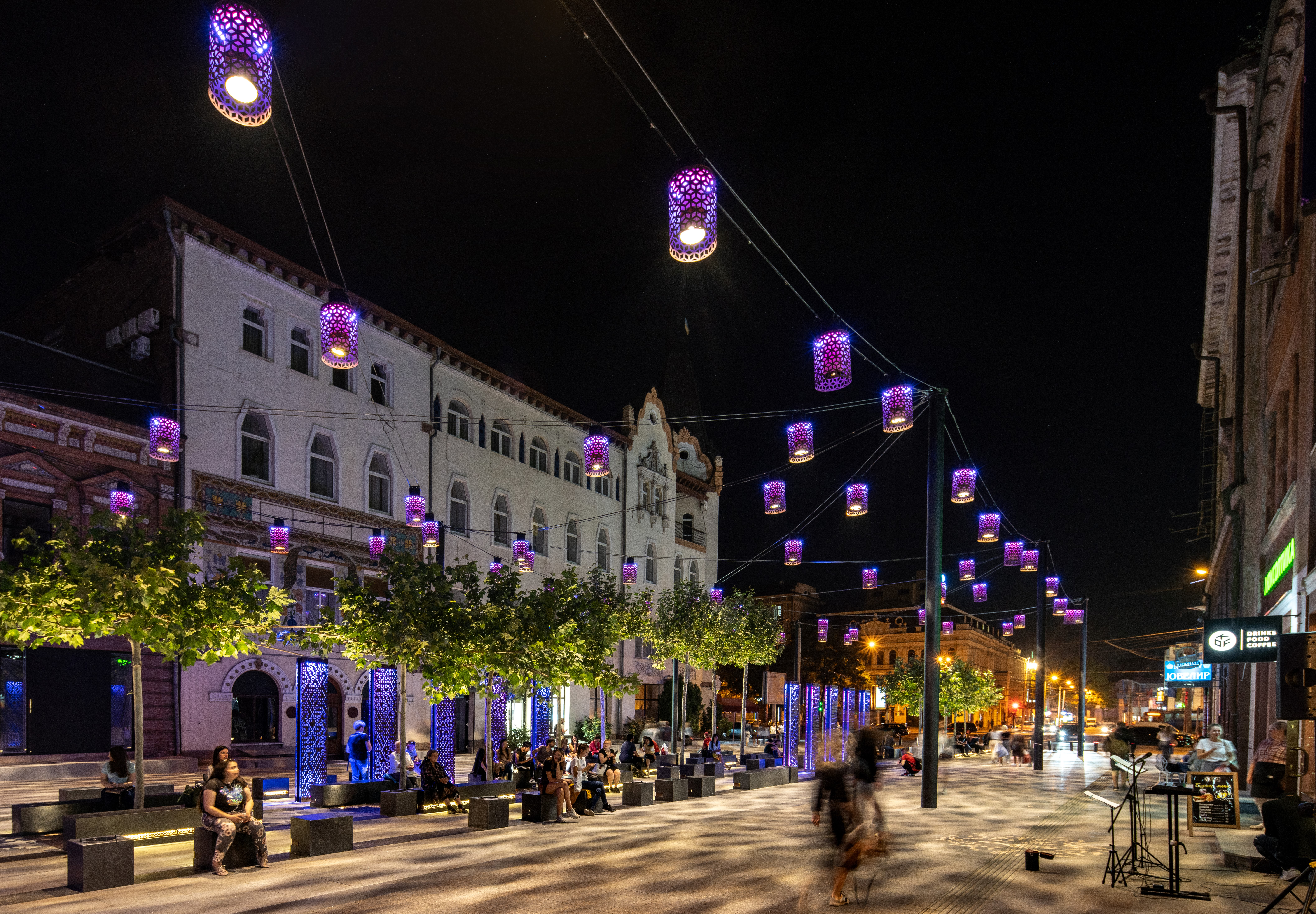
Бульвар мистецтв, Дніпро
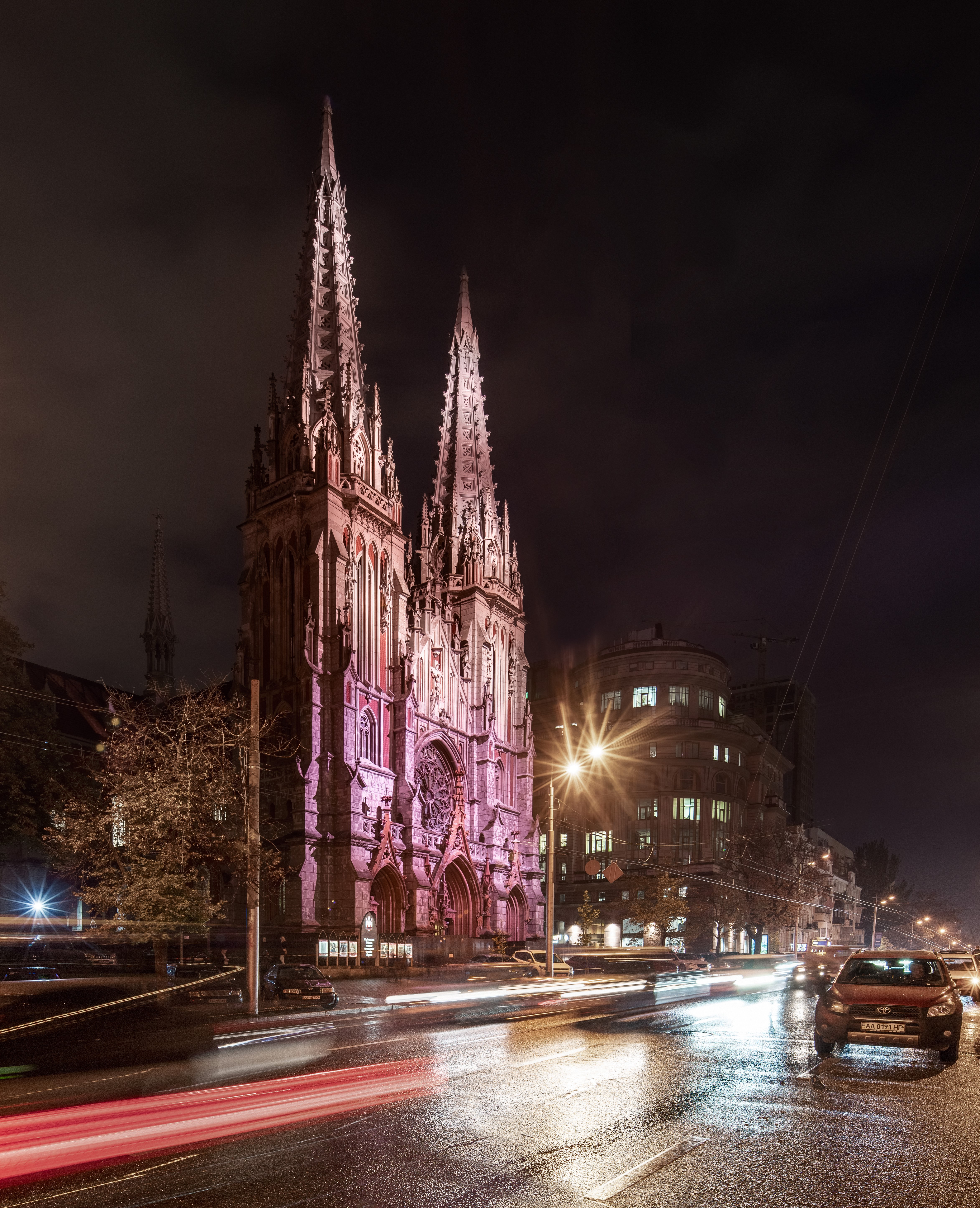
Костел Святого Миколая, Київ
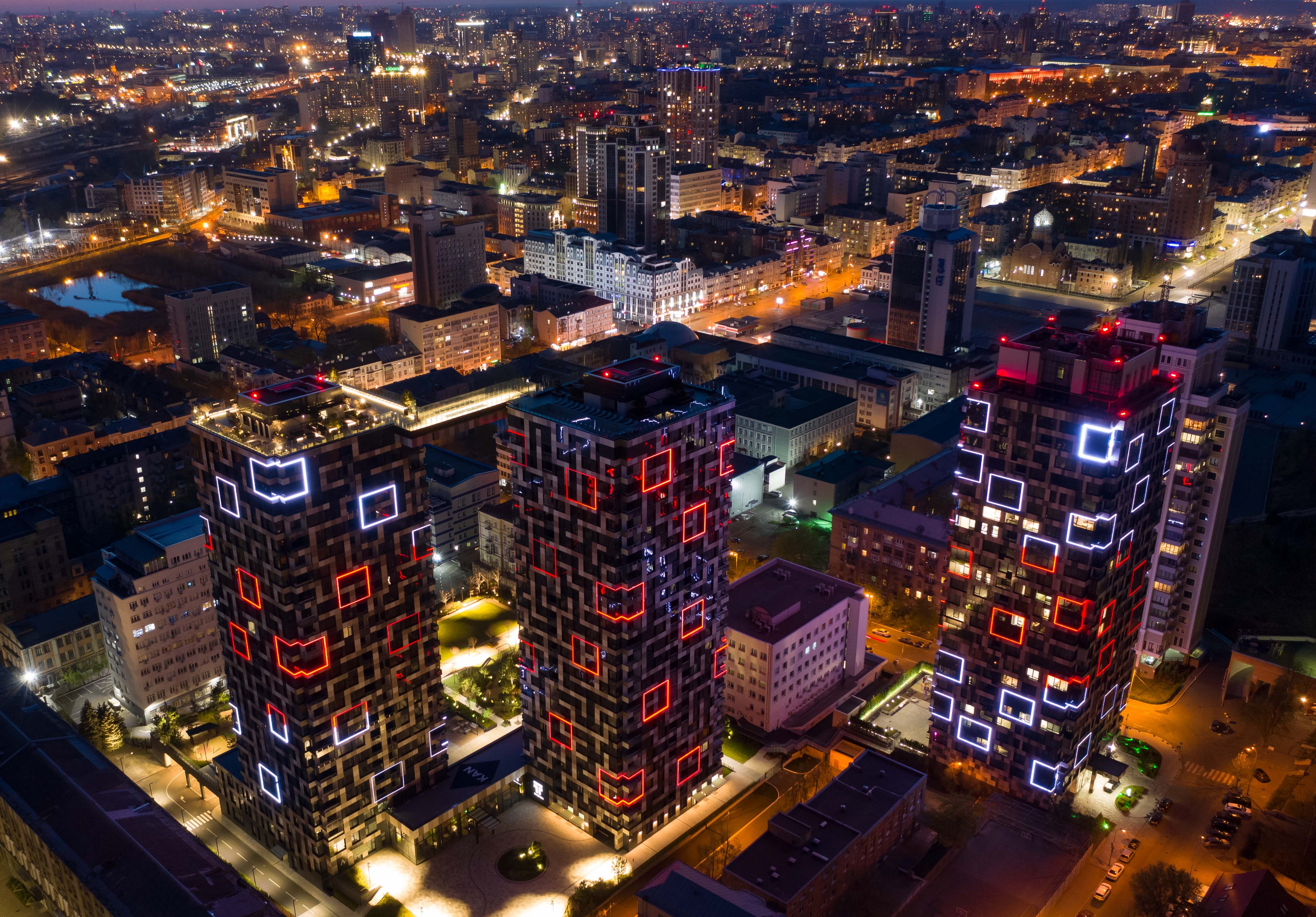
ЖК Тетріс Холл, Київ